# Ibrahim Cudjoe Quaye
Sheikh Ibrahim Cudjoe Quaye (* 30. Juli 1937) ist ein ghanaischer Politiker (NPP). Er war Abgeordneter des Parlaments von Ghana und Regionalminister der Greater Accra Region.

## Leben
Quaye zog in den 1950er Jahren mit seiner Familie von Lambussie (Jirapa/Lambussie District) nach Alajo (Accra Metropolitan District). Er studierte an der Cambridge School und am Rapid Results College. Dabei erlangte er Abschlüsse in Betriebswissenschaften (1962) und Journalismus (1967).
Von 1996 bis 2011 vertrat Quaye den Wahlkreis Ayawaso Central als Abgeordneter des Parlaments von Ghana. Als Mitglied der New Patriotic Party (NPP) gehörte er dort ab 2001 (drittes Parlament) der Partei mit der Mehrheit der Sitze an.
Von 2001 bis 2009 war Quaye zudem Regionalminister der Greater Accra Region. Die von Quaye regierte Region liegt um die Hauptstadt Accra und ist zusammen mit dem Containerhafen Tema die wirtschaftlich bedeutendste Region Ghanas. Zunächst wurde er von Präsident John Agyekum Kufuor für eine Amtszeit im Jahr 2001 berufen. Nach seiner Wiederwahl im Präsidentenamt ernannte Kufuor Quaye erneut im Jahr 2005 für eine zweite Amtszeit in dem Posten des Regionalministers.
Quaye ist verheiratet und hat fünf Kinder. Er ist Vorsitzender des für Pilgerfahrten zuständigen ghanaischen Hajj Board.